# Les Belles Lettres
Les Belles Lettres es una editorial francesa especializada en la publicación de textos antiguos, como la Colección Budé.  Fue fundada por la Asociación Guillaume Budé con el objetivo de publicar textos en lengua griega y latina.

## Historia
La historia de Les Belles Lettres comenzó en la Primera Guerra Mundial, cuando el lingüista Joseph Vendryes buscaba una edición crítica de Homero para incluirlo en su temario, pero solo encontró ediciones en lengua alemana. Al acabar la guerra, creó la Asociación Guillaume Budé, llamada así en honor del humanista francés del siglo XVI, con la finalidad de editar textos clásicos. La asociación comenzó con la misión de aumentar la disponibilidad de los grandes clásicos de la cultura griega y latina y decidió publicar "una colección completa de autores griegos y latinos, tanto con textos originales como con novedosas traducciones". Sin embargo, la asociación no contaba con los fondos necesarios para llevarla a cabo. La llamada Société Les Belles Lettres pour le développement de la culture classique se convirtió también en casa editorial. Más tarde, la sociedad contrajo su nombre a Société d'édition Les Belles Lettres. Se recaudó capital de empresarios franceses, con un total de 300 accionistas. El primer presidente fue el helenista Paul Mazon, traductor de Homero. La empresa tuvo su sede en el Bulevar Saint-Germain de París. Más tarde Jean Malye accedió al cargo de presidente y trasladó su sede al Bulevar Raspail, número 95, de París, donde permanece. La compañía publica unos 100 títulos al año.
En 2004, Les Belles Lettres fundó una SAS llamada Belles Lettres Diffusion Distribution (BLDD), a través de la cual distribuye los libros propios y los de otras editoriales.
El 29 de mayo de 2002, un incendio destruyó el almacén de Les Belles Lettres en Gasny (Eure). Se quemaron más de tres millones de libros. Inmediatamente se puso en marcha un programa de reimpresión que ha permitido correcciones y adiciones bibliográficas.

## Colecciones
Los dos primeros volúmenes de la llamada Collection des universités de France, fueron dos ediciones bilingües de clásicos griegos y latinos comúnmente conocidos simplemente como Budé, publicados en 1920: en la serie griega, el Hipias menor de Platón, traducido por Maurice Croiset, y poco después en la serie latina, De rerum natura de Lucrecio, traducido por Alfred Ernout. El centésimo libro se publicó en 1931. En 2011, las dos series sumaban más de 800 volúmenes. 
Desde 2006, algunas de las obras latinas y griegas se han reimpreso sin el aparato crítico de la serie Classiques en poche dirigida por Hélène Monsacré, con traducciones actualizadas y, en su caso, textos revisados. 

### Les Belles Lettres en Inglés
En 2012, Les Belles Lettres English se estableció con el fin de crear un boletín informativo y un sitio web en inglés llamado Classical Wisdom Weekly. El sitio web se lanzó el 6 de noviembre de 2012 y está dedicado a promover y enseñar literatura griega y latina antigua. 

### Otras colecciones
También hay colecciones bilingües sobre la historia de Francia, textos medievales clásicos y clásicos de la literatura inglesa y literatura china. Además, la empresa publica autores franceses más antiguos como François de Malherbe. Les Belles Lettres también ha publicado fuera de sus colecciones ediciones críticas bilingües de las obras completas de Giordano Bruno y de Petrarca, y de escritores menos conocidos como Jean-Edern Hallier, Philippe Leotard, Maillot Philippe y Francis Lalanne.